# AnnaLynne McCord
AnnaLynne McCord (Atlanta, 21 juli 1987) is een Amerikaanse actrice.
McCord maakte haar filmdebuut in 2005, met een kleine rol in Transporter 2. Na gastrollen in The O.C., Close to Home, Cold Case, Ugly Betty en CSI: Miami, kreeg ze in 2007 een rol in de televisieserie American Heiress.
Na een terugkerende rol in Nip/Tuck, werd McCord gecast als Naomi Clark in het tienerdrama 90210. Daarnaast was ze te zien in de remake  Day of the Dead (2008) en speelt ze tegenover Gossip Girl-acteur Chace Crawford in de film The Haunting of Molly Hartley. Met 90210 maakte ze haar grote doorbraak als actrice en werd ze een bekend actrice die vooral kwaadaardige personages speelt. Dit resulteerde in een aanbod voor een rol in New Moon, maar deze sloeg ze af.
Ze had een relatie met Kellan Lutz.

## Filmografie
- Biblioteca Nacional de España: XX5567686
- Bibliothèque nationale de France: cb16224700n (data)
- International Standard Name Identifier: 0000 0001 1458 114X
- Library of Congress Control Number: no2011003416
- Virtual International Authority File: 163377662
- WorldCat: E39PBJptVhfmBrDgJTkHMmTbVC